# Burg Lauenburg (Bodenwerder)
Die Burg Lauenburg ist eine abgegangene mittelalterliche Spornburg nördlich von  Bodenwerder im Landkreis Holzminden in Niedersachsen.

## Beschreibung
Die Burgstelle liegt östlich der Kreisstraße 10 in einem Waldgebiet, das sich am Rande des Wesertals nordwestlich des Bodenwerderer Ortsteils Linse befindet. Die Burg wurde auf der Kuppe der Anhöhe Lauenburg, einer Nebenerhebung des Heiligenbergs, in strategisch günstiger Lage erbaut. Die Burgreste finden sich auf einem Bergsporn, dessen Hänge nach drei Seiten steil abfallen. Im Norden trennt ein künstlich angelegter tiefer Graben den Burghügel vom Sporn ab. Auf dem Burgplateau befinden sich zwei größere kreisförmige bis längliche Bodeneintiefungen, bei denen es sich um die früheren Keller von Burggebäuden oder -türmen handeln könnte. Am Rande des Plateaus ragen aus dem Boden geringe Mauerreste hervor, die vermutlich zur Ringmauer gehörten. Sie lassen auf eine ovale Form der Burg mit den Ausmaßen von etwa 10 × 30 Meter schließen.
Im Jahr 1893 fand eine archäologische Untersuchung der Burg in Form einer Ausgrabung statt. Die spärlichen Reste der Burg lassen darauf schließen, dass sie nie fertiggestellt worden ist.

## Geschichte
Es besteht keine geschichtliche Überlieferung zur Burg und ihrem Namen. Als Erbauer kommen die  Edelherren von Homburg infrage, die ihren Sitz auf der Homburg bei Stadtoldendorf hatten und ein größeres Gebiet über drei Jahrhunderte (von 1144 bis 1409) beherrschten. Es wird vermutet, dass die Edelherren mit dem Bau der Burg ihren Machtbereich bis an die Weser, einen damals wichtigen Verkehrsweg, ausdehnen wollten. Von der Burg in erhöhter Position ließ sich das Wesertal einsehen und kontrollieren.
1245 kamen die Edelherren durch Ritter Heinrich II. von Homburg in den Besitz  einer Siedlung auf der nahe gelegenen Weserinsel, die sie vom Kloster Corvey erwarben. Sie benannten die Flussinsel in Anlehnung an den Edelherren Bodo von Homburg in Bodos Werder, das spätere Bodenwerder. Im Ort errichteten die Edelherren eine Burganlage, so dass die Burg Lauenburg ihre ursprünglich zugedachte Bedeutung verlor.
Der Burgname Lauenburg leitete sich möglicherweise von Löwenburg ab. Darauf deutet das Wappen der Edelherren von Homburg, in dem sie einen Löwen führten.